# Valeria Mancinelli
Valeria Mancinelli (n. 13 martie 1955, Ancona, Italia) este o politiciană italiană.